# 陆宏亮
陆宏亮，IT业企业家，UT斯达康的创办人之一、总裁、首席执行官和董事。原籍浙江宁波，于日本长大，后成为美国公民，毕业于美国加州大学伯克利分校（和孙正义是同学），获工程学学士学位。1991年，陆宏亮创办UNITECH公司，后成立UT斯达康。2003年11月陆宏亮始担任盛大网游独立董事，后辞去。
2005年，入选美国百人会会员。